# Fäktsport
Fäktsport eller bara fäktning är en västerländsk olympisk kampsport indelad i tre grenar: sabel, florett och värja. Den moderna fäktningen har sina rötter i äldre tiderns fäktning, främst civil duellfäktning. 

## Bakgrund
Kanske framförallt långsvärdet ansågs länge vara fäktarens primära vapen och många fäktskolor lärde ut långsvärdsfäktning långt in på 1700-talet, vilket bevisas av dokument från fäktskolor från perioden (varav ett fåtal fortfarande finns kvar). Rapirens inträde skedde successivt och utövades parallellt med den tidigare fäktningen. Det är dock troligt att den moderna fäktningen i stort har sin grund i ett duellvapen som kallas smallsword, eller emellanåt dräktvärja, ett vapen som var tänkt att minska dödligheten i duellerandet. Under tidens lopp har den olympiska fäktningen förändrats och det finns idag inte många paralleller mellan den historiska fäktkonstens grundläggande principer och de moderna olympiska varianterna, ens om man jämför med smallswords. Modern fäktning sker med snabba rörelser och händelseförloppet är ibland över på mindre än en sekund.

## Fäktmatchen

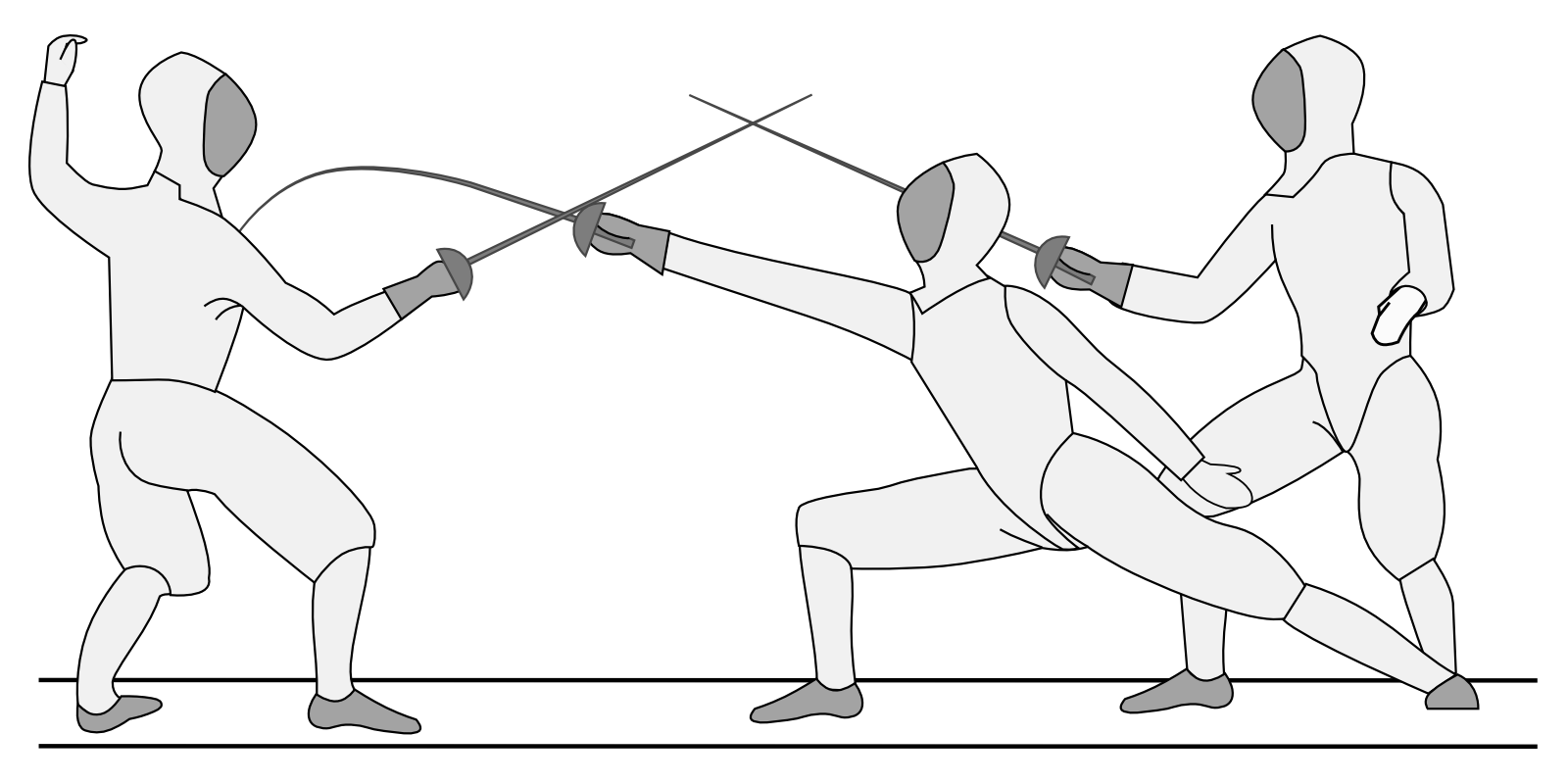
Fäktningsställningar

Banan som matchen utkämpas på heter pist. Pist är franska och betyder just ”bana”. Pisten är 14 meter lång och cirka 1,5 meter bred och består av en kopparväv, aluminiumplattor eller gummiduk som leder ström med markerade linjer. Linjerna är mittlinjen, gardgångslinjerna, och varninglinjerna. Mittlinjen är parallell med pistens kortsidor, och belägen mitt emellan dessa. Gardgångslinjerna är belägna 2 meter på ömse sidor från mittlinjen, och fäktarna måste gå i gard bakom dessa. Varningslinjerna är belägna 1 meter framför de bägge kortsidorna, de varnar fäktarna för att de håller på att lämna pisten. Pist och vapen är jordade vilket gör att det inte registrerar träffar på dessa.
All modern fäktning tillämpar elektrisk stötmarkering. Det innebär att stötarna registreras med hjälp av utrustning i vapnen och/eller kläderna. Spetsen på värjan och floretten består av en fjädrande tryckkontakt. Längs värjans klinga löper två elektriska trådar som mynnar i en kontakt på insidan av vapnets parerskål, även kallad "kokill". I kontakten sätts en kroppsledning som leder till en fjädrande sladdvinda. Sladdvindan i sin tur är kopplad till en stötmarkeringsapparat belägen vid mitten av pisten. Vid stöt på giltig träffyta trycks vapnets spets in och bryter då strömkretsen och en lampa indikerar vem som fått stöten. För att en stöt skall registreras krävs att vapnets spets trycks in med minst den kraft som behövs för att lyfta en 750 grams vikt, om vapnet är en värja, eller minst 500 grams vikt, om vapnet är en florett. Värjor har två trådar inlimmande i klingan, som leder strömmen då spetsen trycks in. Floretter har bara en tråd inlimmad i klingan, och då spetsen trycks in kommer strömmen att ledas via motståndarens elväst om denna träffas, och åter via klingan om en ogiltig träffyta träffas. Sablar har inga fjädrande tryckkontakter, och därför inga motsvarande viktgränser. Strömmen leds via sabelklingan till motståndarens elväst vid en giltig träff, och ingen ström leds alls om ogiltigt träffyta träffas i sabel. 
Alla stötar registreras, om fäktarna får in varsin stöt inom 40 millisekunder räknas det i värjfäktning som en dubbelstöt och båda fäktarna får poäng. Om tidsskillnaden mellan två stötar är större visas endast den första av stötmarkeringsapparaten, och det blir endast poäng åt den fäktare som utdelade den stöten. För florett och sabel gäller andra tidsgränser. I de fall som två stötar, eller hugg i sabelfallet, registreras visar stötmarkeringsapparaten bägge stötarna. Detta leder dock inte till poäng för bägge fäktare - för dessa sk. prioritetsvapen avgör domaren vilken fäktare som hade prioritet, och ger en poäng åt denne. För alla tre vapen gäller även att om en fäktare kliver bakom sin kortsida, eller bakre begränsningslinje, med bägge fötterna så får motståndaren en poäng. 
Innan matchen börjar tillser domaren att deltagarnas utrustning (vapen och klädsel) är godkänd. Domaren övervakar sedan matchen och håller koll på tid och poängställning. En fäktmatch varar i maximalt 3 minuter effektiv fäkttid i poulerna, och i direktelimineringen varar matchen i maximalt 9 minuter indelad i 3 omgångar på 3 minuter vardera. Varje stöt räknas som 1 poäng och matchen varar till dess att någon av fäktarna når 5 poäng i en poulematch, eller 15 poäng i direktelimineringsmatch, eller tiden tar slut. Om poängställningen är lika vid tidens utgång – oavsett poäng – blir det matchförlängning om 1 minut. Domaren stoppar matchen och lottar om vilken fäktare som får prioritet. Matchen startas sedan igen och fäktas med sudden death. Detta innebär att matchen pågår tills någon av fäktarna sätter den avgörande stöten. Om den förlängda minuten tar slut utan att någon träffat sin motståndare träder prioriteten i kraft och den av fäktarna som tidigare erhöll prioritet vinner matchen.
Fäktning har ett system med gula, röda och svarta kort för olika regelbrott. Det gula kortet är en varning. Det röda kortet leder till en poäng för motståndaren. Det svarta kortet innebär att man inte får fäkta mer i den tävlingen, och eventuellt även för fler tävlingar (Det svarta kortet brukar vara några månader).

## Allmänt om tävlingsfäktning

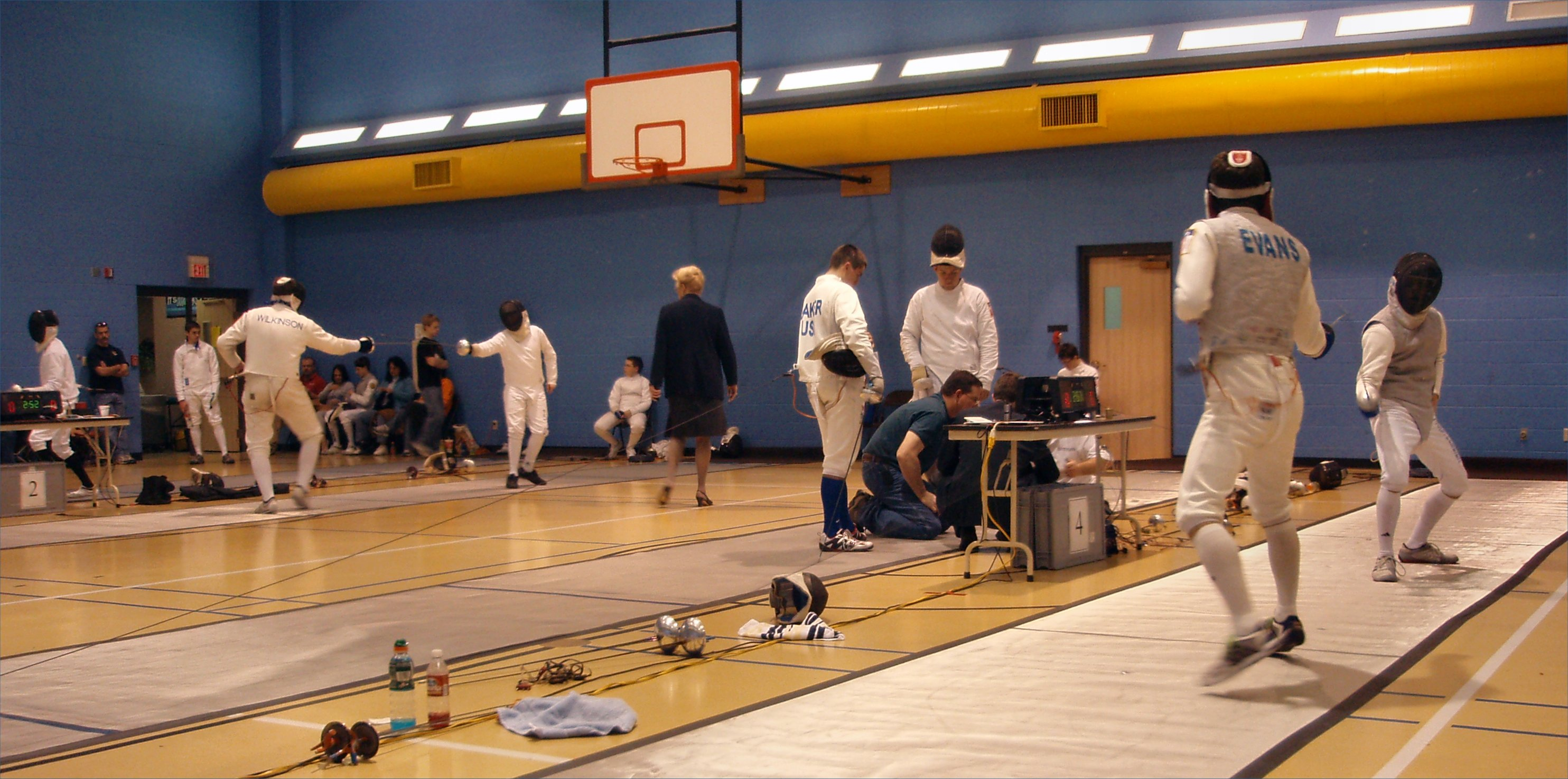
Fäktturnering

Det vanligaste tävlingsformatet inom fäktning brukar kallas poule till DE (Direkteliminering). Detta innebär att fäktarna först indelas i ett antal grupper, vanligtvis 6-7 per grupp, som väljs så att grupperna blir ungefär jämnstarka. Inom varje grupp — poule — fäktar sedan alla mot alla. Efter detta rankas alla fäktare; först efter vinstprocent och sedan efter stötindex/match. Stötindex är skillnaden mellan antalet utdelade och mottagna stötar för en viss fäktare. Efter detta börjar Direktelimineringen, vilket betyder att om man förlorar åker man ut ur tävlingen, oavsett hur långt man kommit förut. Den som ligger högst upp på listan får möta den som ligger längst ned på listan av dem som kommer vidare till DE — den som ligger näst högst upp får fäkta mot den som ligger näst längst ned, och så vidare. Alla DE-matcher pågår i 3×3 minuter, med en minuts pausvila eller först till 15 poäng. Det är relativt vanligt att värjmatcher pågår hela tiden ut, medan det inte är lika vanligt i florett. I sabel fäktar man också där till 15 stötar men skillnaden är att det inte finns några perioder. Istället får fäktarna paus när någon av dem har fått 8 stötar. Efter en minuts vila startar matchen igen och då är det först till 15.

## Vapnen
Modern fäktsport omfattar tre discipliner: florett, sabel och värja.

### Florett
Huvudartikel: Florett
Längd: 110 cm
Vikt: Högst 500 gram
Träffområde: Bål och rygg

Träffområde florettfäktning

Floretten uppfanns i mitten på 1600-talet som ett träningsvapen för värjan. Det är ett mycket lätt och smidigt stötvapen med fyrkantig klinga. Floretten är ett konventionellt stötvapen vilket innebär att det är underkastat vissa stridsregler. Den primära regeln är att ett angrepp måste pareras innan man har rätt till svarsstöt, vilken motståndaren i sin tur måste parera och så vidare.

### Sabel

Träffområde sabelfäktning

Huvudartikel: Sabel
Längd: 105 cm
Vikt: Högst 500 gram
Träffområde: Hela överkroppen ovanför midjan utom händerna
Sabeln är ett hugg- och stötvapen med plattare klinga än värjan. Man får hugga med hela klingans framsida men endast med 1/3 av dess baksida. Sabeln är ett mycket lätt och smäckert vapen som har väldigt lite gemensamt med medeltidens tunga dräktsablar eller den sabel som svenska poliser bar. Reglerna för sabelfäktningens poängsättning vid dubbelträff är detsamma som för florett. Sabelfäktare bär en eljacka utanpå fäktjackan som täcker träffområdet. Då masken även är träffområde, förbinds masken med en elsladd till elvästen.

### Värja
Huvudartikel: Värja
Längd: 110 cm
Vikt: Högst 770 gram
Träffområde: Hela kroppen

Träffområde värjfäktning

Värjan är ett stötvapen och det tyngsta vapnet. Värjfäktning sker enligt duellens princip, det gäller att träffa först. Värjklingan är trekantig och lite styvare än den på floretten och sabeln. Värjans parerskål (kokill) är ojämn med ett bredare parti mot utsidan av kroppen. Den är också större eftersom värjans primära målyta är hand och arm.

## Klädsel

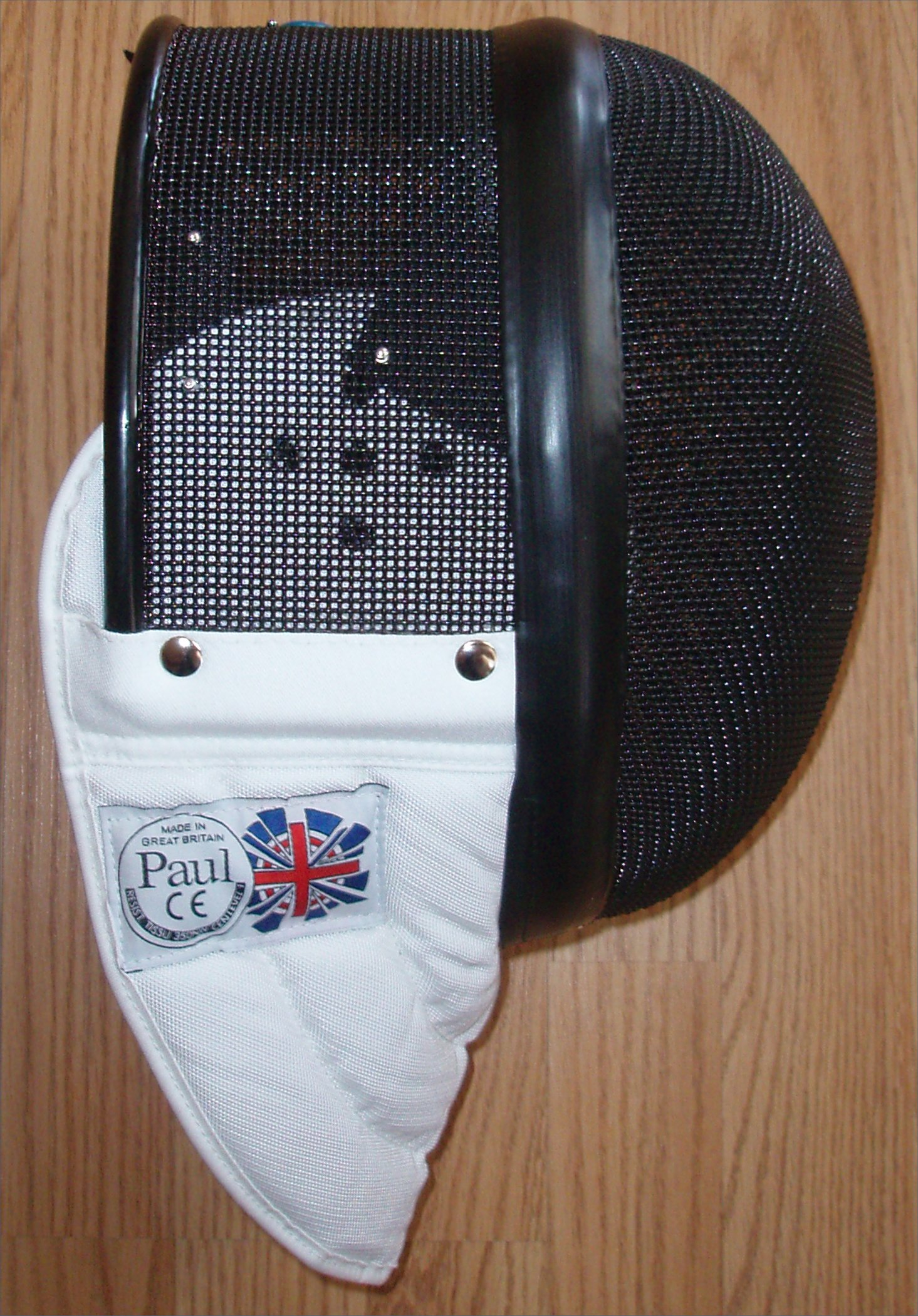
Fäktmask

Fäktklädselns viktigaste uppgift är att vara skyddsutrustning. Man använder fäktbyxor och fäktjacka som båda skall tåla en belastning på 800 N. Vid tävlingar är det obligatoriskt att ha en plastrong, och för damer ett bröstskydd, under fäktjackan. Plastrongen är en del av skyddsutrustningen som skyddar den främre kroppshalvan. Jacka och plastrong ger då tillsammans ett skydd på 1600 N. Jackan går upp i halsen och har en nedvikt flik för att förhindra att klingan kommer in i halsen eller ansiktet.
För att skydda ansiktet använder man en fäktmask med visir av stålnät. Det var tidigare vanligt att se visir av polykarbonat på fäktmasker men sedan 2010 så har dessa varit förbjudna i både värja och florett, förbudet utökades till sabel den 1 mars 2014. Detta förbud skedde efter en incident i en florettmatch under det europeiska mästerskapet för kadetter och juniorer som hölls 2009. Maskens "skägg" måste också tåla 1600 N för att vara godkänd för större tävlingar. Maskens stålnät skall även det tåla 800 eller 1600 N, beroende på ålderskategori och tävlingstyp.
På vapenhanden har man en handske med lång krage. Sabelhandskar måste tåla 800 N men det finns inte denna typ av krav hos de andra vapnen.
Av tradition är klädseln vit, men i övrigt finns inga bestämmelser om hur den skall se ut annat än att den skall vara ljus. Ännu så länge är det vanligast med vita kläder men det blir alltmer populärt med färger och mönster.

## Paralympisk
Fäktning blev en paralympisk idrott redan i de första spelen år 1960 i Rom. Grundaren av de Paralympiska spelen Sir Ludwig Gutmann uppfann fäktning för rörelsehindrade. De tävlande ska ha en försvagning i ben eller fötter och sitta på en stol som är fastkilad i golvet. Avståndet mellan stolarna bestäms av den fäktare som har kortast armräckvidd. Fäktarna skall sitta i en vinkel på 110 grader. Detta för att svärdarmarna ska vara direkt vända mot varandra. Det finns två klasser att tävla i, A och B. Klass A innebär att fäktaren har full funktion i sin fäktningsarm och att en del fäktare i denna klass inte använder rullstol till vardags.
Italienaren Roberto Marson är den fäktare som har vunnit flest medaljer i Paralympics. Han vann sin första medalj 1964. Under fyra Paralympics vann han i fäktning 15 medaljer. Totalt vann han 26 medaljer i de Paralympiska spelen.